# Clethra mexicana
Clethra mexicana är en tvåhjärtbladig växtart som beskrevs av Dc. Clethra mexicana ingår i släktet Clethra och familjen Clethraceae. Inga underarter finns listade i Catalogue of Life.